# Fezzán

Mapa tradičních provincií Libye

Fezzán (berbersky ⴼⴻⵣⵣⴰⵏ, arabsky فزان Fizzān, turecky Fizan, latinsky Phasania) je historický region v jihozápadní Libyi. Do revoluce v roce 1969 to byl jeden z jejích správních celků a do roku 1963 i jeden ze tří částí federace tvořící Libyi.

## Pojmenování
V berberském jazyce slovo „fezzan“ (nebo „ifezzan“) znamená „drsné skály“. Pojmenování může být také odvozeno od latinského Phasania nebo Phazania, což znamená „země bažantů“ nebo být společné s biblickým slovem Phut.

## Historie
Ve starověku byla oblast Fezzán centrem městské civilizace Garamantes, v roce 19 př. n. l. se pak stala součástí Římské říše pod názvem Phazania. Většina obyvatelstva tehdy konvertovala ke křesťanství. Po nájezdech Vandalů do severní Afriky v 5. století získal Fezzán nezávislost.
V roce 666, ale oblast ovládly arabské kmeny a pod Arabskou říší zůstal Fezzán až do 10. století, kdy se znovu osamostatnil. V následujících stoletích se oblast střídavě dostávala pod cizí nadvládu a získávala nezávislost, například ve 13. století by Fezzán připojen k říši Kanem. V období od 16. do počátku 19. století bylo toto území pod nadvládou dynastie Bani Muhammad, původem z Maroka. Až v roce 1842 byl anektován Osmanskou říší.
V letech 1913-1915 byla tato převážně pouštní oblast obsazena italskými jednotkami a po 1. světové válce se stala součástí kolonie Italská Libye. Od roku 1938 v rámci provincie Libyjská Sahara. Během 2. světové války byla oblast obsazena francouzskými vojsky. Pod francouzskou správou zůstal Fezzán až do roku 1951, kdy se stal spolu s Kyrenaikou a Tripolskem součástí samostatné Libye. V roce 1963 bylo zrušeno federativní uspořádání.

## Obyvatelstvo
Populace je převážně arabského původu, najdeme zde ale také berberské a černošské obyvatelstvo. Většina z necelých 200 000 obyvatel Fezzánu je soustředěna v pouštních oázách v centrální oblasti a na jihu, zvláště ve městech Marzuq a Sabha.
| Rok  | Populace | Procento libyjské populace |
| ---- | -------- | -------------------------- |
| 1954 | 59 315   | 5,4                        |
| 1964 | 79 326   | 5.1                        |
| 1973 | 128 012  | 5,7                        |
| 1984 | 213 915  | 5,9                        |
| 1995 | 352 276  | 7,3                        |
| 2006 | 442 090  | 7,8                        |

## Klimatické podmínky
Pro tuto oblast je typické extrémní klima. Velmi horká léta zde střídají mrazivé zimy. Srážky jsou vzácné a nepravidelné.

## Sídla
Mezi největší města patří saharské oázy Marzuq, Sabha, Brak, a Zawilah.

## Suroviny
Oblast Fezzán je známá pro pěstování datlovníku, jehož miliony stromů pokrývají několik stovek hektarů v jednotlivých oázách. Pěstuje se zde mnoho různých druhů datlových palem. Jen v oáze Murzuk najdeme více než 30 odrůd. Mezi nejvyhlášenější patří Tillis, Tuati a Auregh. Produkci datlí doplňují obiloviny, ovoce a zelenina.
Najdeme zde také velké ropné ložisko v oblasti Marzūq.